# Theraps coeruleus
Theraps coeruleus es una especie de peces de la familia Cichlidae en el orden de los Perciformes.

## Morfología
Los machos pueden llegar alcanzar los 12 cm de longitud total.

## Hábitat
Es una especie de clima tropical 23 °C-25 °C de temperatura.

## Distribución geográfica
Se encuentra en la vertiente atlántica de Norteamérica: río Tulija ( cuenca del río Usumacinta, México ).